# Jimena Sánchez (reina de León)
Jimena Sánchez (c. 1018-después de 1062) fue reina consorte de León por su matrimonio con el rey Bermudo III de León e hija de Sancho Garcés III de Pamplona y de su esposa, la reina Muniadona de Castilla.

## Biografía

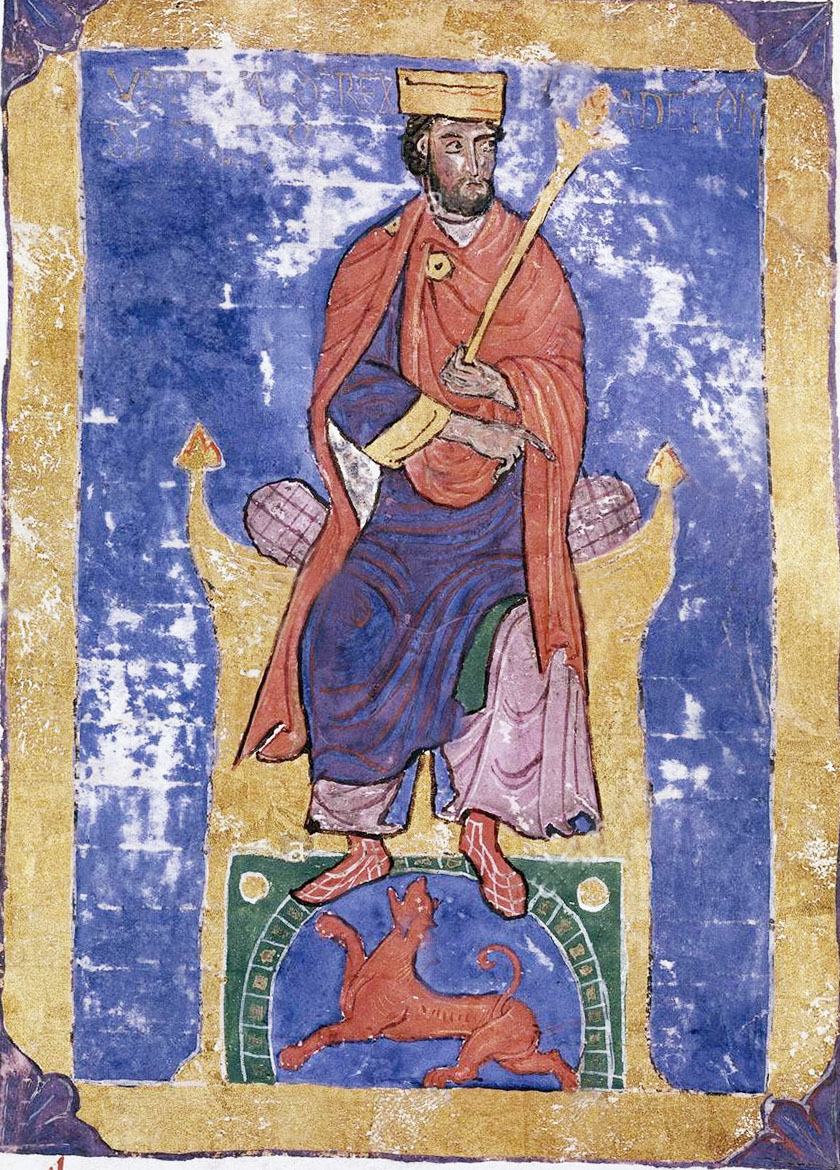
Miniatura de Bermudo III de León en el Tumbo A de la catedral de Santiago de Compostela

Contrajo matrimonio con el rey Bermudo III de León entre el 23 de enero de 1034 y el 17 de febrero de 1035 cuando aparecen juntos por primera vez en un diploma en la iglesia de Palencia en la que aprueban la creación de la diócesis de Palencia. Gonzalo Martínez Diez sugiere que este matrimonio pudo ser parte de un acuerdo para la retirada pacífica de tierras leonesas y de las del Cea por parte del rey Sancho Garcés III de Pamplona quien figura por última vez en la documentación reinando en León el 2 de febrero de 1035, dejando a su hija Jimena en una «posición políticamente envidiable dentro del reino leonés, con capacidad para continuar en él la política de amistad y alianza con el rey de Pamplona». Después de enviudar en 1037 cuando Bermudo falleció en la batalla de Tamarón, continuó viviendo en el reino de León.
La filiación de Jimena consta en un diploma del 21 de diciembre de 1062 en el cual el rey Fernando I de León, acompañado por el resto de la familia real, hace una donación confirmada por Xemena devota regina soror illius. Esta fue la última aparición documentada de Jimena, quien habrá fallecido después de esa fecha.

## Sepultura
Después de su fallecimiento, el cadáver de la reina Jimena recibió sepultura en el panteón de reyes de San Isidoro de León. Sobre la cubierta del sepulcro que contenía los restos mortales de la reina, aparecía la efigie yacente de la soberana, ataviada con manto real y coronada, y portando una cruz en su mano izquierda y un cetro rematado por una flor de lis en la derecha. Presentaba una inscripción latina en la que aparecía escrito:

H. R. REGINA DOMNA XEMENA, UXOR REGIS VEREMUNDI REGIS CONIUX, SANCTIIQUE KASTELLANI COMITIS FILIA QUE Xº KLAS DECEMBRIS

## Matrimonio y descendencia
Fruto de su matrimonio con el rey Bermudo III de León nació un único hijo:
- Alfonso de León, que falleció a los pocos días de nacer.[8]